# 警察署前駅 (山梨県)
警察署前駅（けいさつしょまええき）は、山梨県甲府市 錦町（現・中央一丁目）にあった山梨交通電車線の電停である。

## 概要
山梨交通電車線の路面区間で1つ目にあたり、現在甲府駅の南北を結んでいる舞鶴通り上にある唯一の電停であった。ただし、路線開業時に開業した電停ではなく翌年の開業である（後述）。その名の通り甲府警察署の眼の前にあり、1面1線安全地帯なしの構造であった。
駅前の大通りである平和通りから1本東に入った通り上にあったため、電停周辺は西側が市役所や地方裁判所、検察庁などの官庁街、東側が商店混じりの住宅街と繁華街の雰囲気ではなかった。
ただし電停のすぐ北を東西に走る城東通りと、そこから東に向かって連なる春日町（現在のかすがもーる）や柳町（現在の中央四丁目バス停付近）は甲府の大繁華街であり、そこから歩いて来られるということで利用者は少なくなかった。また電停手前、甲府寄りの交差点前の部分には老舗旅館「談露館」があるほか、その北側には商店街も形成され、人通りもそれなりに存在した。

## 錦町線の電停変遷
当電停のある舞鶴通り上の併用軌道線は、書類上は「錦町線」という独立した路線であった。この錦町線部分は開業当初電停の改廃が著しく、当電停もその改廃の果てに生まれた電停であった。
1932年11月の開業当初、ここにあった電停は「錦町」「県病院前」という電停で、いずれも当電停から南寄りに位置していた。翌1933年3月7日、当電停の北側すぐの交差点手前に「郵便局前」電停が開業し、この区間は、
郵便局前 - 錦町 - 県病院前 - 相生町
となっていた。
しかし、錦町電停と県病院前電停の間で電車が通過する際、すぐ近くの甲府地方裁判所に通過音が響いて公判に支障を来すとのことから、同年3月30日に錦町電停と県病院前電停を廃止して中間に「裁判所前」電停を設置。さらに郵便局前電停附近の交差点の交通が激しく乗降に危険であるという理由により、11月29日に安全な交差点の南に当電停が開業、入れ替わりに12月7日に郵便局前電停が廃止となった。これにより、
警察署前 - 裁判所前 - 相生町
と電停が再編し直され、様相を一変させた。
この再編された電停から裁判所前電停が消えたのが、廃止時の当電停のみという電停構成であった。裁判所前電停はかなり遅くまで線路平面図にも記されており、戦後まで何らかの形で残ったと考えられるが、その廃止は1950年以前であることだけしか分かっていない。いずれにせよ当初あった電停は全て淘汰されてしまい、皮肉にも一番遅く開業した当電停だけが天寿を全うすることにすることになったのである。

## 歴史
- 1933年（昭和8年）11月29日：開業。
- 1962年（昭和37年）7月1日：路線廃止により廃駅。

## 廃線後の状況
路面区間の電停ということもあり痕跡はない。また街路も2車線、カラー石畳の舗道つきの道路として整備されており、かつての雑然とした雰囲気は消滅した。これは電停の北側、甲府寄り交差点の手前部分も一緒である。
警察署などの官公庁、北側の商店街や「談露館」は変わらず存在しているものの、「談露館」が旅館からホテルへ模様替えしたのをはじめとして全ての建物が改築されて当時からの街並みは軒並み消滅し、明確に当時からの建物と言えるのは、電停手前の交差点北西角にある市役所別館（旧甲府郵便局）のみであったが、この建物も甲府市役所新築工事に伴い2010年に解体され、当時の建造物は完全に消滅した。
また裏通りであった舞鶴通り延伸部も、その後舗装の上鉄橋により中央本線を越えて北口側へ通じるようになり、人や車が平和通り並に行き交う幹線道路へと変貌した。

## 隣の駅
山梨交通
電車線
甲府駅前駅 - 警察署前駅 - 相生町駅
電車線（旧線）
県庁前駅 - 警察署前駅 - 相生町駅